# 오스트리아 사회민주당
오스트리아 사회민주당(奧地利社會民主黨, 독일어: Sozialdemokratische Partei Österreichs, SPÖ)은 오스트리아의 사회민주주의 정당이다. 이 정당은 1889년에 오스트리아 사회민주노동당(독일어: Sozialdemokratische Arbeiterpartei Österreichs, SDAPÖ)라는 이름으로 창립되었고, 1945년부터 1991년까지는 오스트리아 사회당(독일어: Sozialistische Partei Österreichs, SPÖ)이라는 명칭을 유지했다.
친유럽주의와 복지국가 모델을 제시한 사회민주당은 빈, 케르텐에서 막강한 영향력을 행사하고 있으나, 2008년 이후 득표율이 감소하며 부진하였고 유럽회의주의를 내건 오스트리아 자유당이 부상하며, 원내 제2당의 자리를 박탈당했다.

## 역사
빅토어 아들러가 초대 당의장으로 선출됐다.

### 크라이스키 지도부

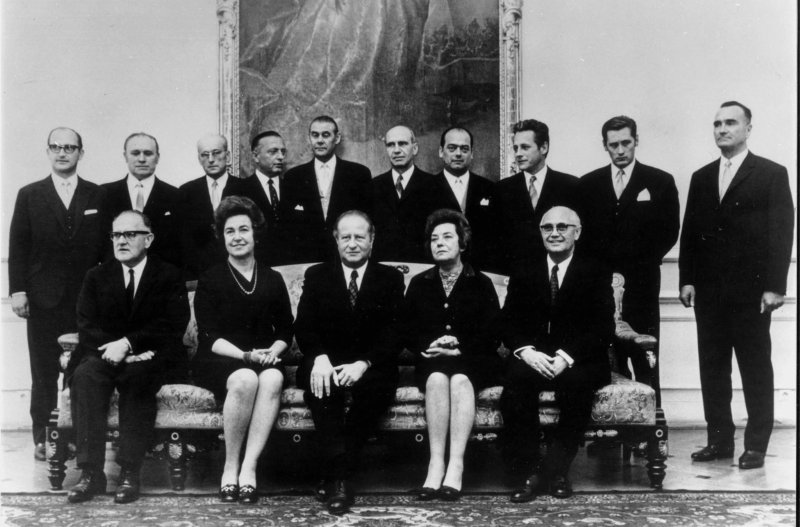
제1차 크라이스키 내각 구성원

1966년 총선에서 오스트리아 국민당은 과반수를 획득해 대연정을 깨고 단독 집권을 한다. 제2공화국 수립 후 처음으로 야당에 몰린 사회당은 1967년 대연정 내각에서 외무장관을 지냈던 브루노 크라이스키를 당의장으로 선출한다. 1970년 총선에서 사회당은 제2공화국 수립 후 처음으로 원내 1당에 올라선다. 이에 크라이스키는 오스트리아 자유당의 협조를 얻어 내각을 구성한다. 다음 해 크라이스키는 조기 총선을 단행, 사회당은 과반수를 확보하면서 단독 집권에 성공한다. 이후 1983년까지 사회당은 원내 과반수를 유지하면서 단독 집권을 할 수 있었다.

## 역대 선거 결과

### 오스트리아 국민의회
| 선거        | 당선자   | 득표율 | 당 대표           |
| ----------- | -------- | ------ | ----------------- |
| 1919년 총선 | 72 / 170 | 40.8%  | 카를 자이츠       |
| 1920년 총선 | 69 / 183 | 36.0%  | 카를 자이츠       |
| 1923년 총선 | 68 / 165 | 39.6%  | 카를 자이츠       |
| 1927년 총선 | 71 / 165 | 42.3%  | 카를 자이츠       |
| 1930년 총선 | 72 / 165 | 41.1%  | 카를 자이츠       |
| 1945년 총선 | 76 / 165 | 44.6%  | 아돌프 셰르프     |
| 1949년 총선 | 67 / 165 | 38.7%  | 아돌프 셰르프     |
| 1953년 총선 | 73 / 165 | 42.1%  | 아돌프 셰르프     |
| 1957년 총선 | 74 / 165 | 43.0%  | 아돌프 셰르프     |
| 1959년 총선 | 78 / 165 | 44.8%  | 브루노 피터만     |
| 1962년 총선 | 76 / 165 | 44.0%  | 브루노 피터만     |
| 1966년 총선 | 74 / 165 | 42.6%  | 브루노 크라이스키 |
| 1970년 총선 | 81 / 165 | 48.4%  | 브루노 크라이스키 |
| 1971년 총선 | 93 / 183 | 50.0%  | 브루노 크라이스키 |
| 1975년 총선 | 93 / 183 | 50.4%  | 브루노 크라이스키 |
| 1979년 총선 | 95 / 183 | 51.0%  | 브루노 크라이스키 |
| 1983년 총선 | 90 / 183 | 47.6%  | 브루노 크라이스키 |
| 1986년 총선 | 80 / 183 | 43.1%  | 프레츠 지노바츠   |
| 1990년 총선 | 80 / 183 | 42.8%  | 프란츠 프라니츠키 |
| 1994년 총선 | 65 / 183 | 34.9%  | 프란츠 프라니츠키 |
| 1995년 총선 | 71 / 183 | 38.1%  | 프란츠 프라니츠키 |
| 1999년 총선 | 65 / 183 | 33.2%  | 빅토어 클리마     |
| 2002년 총선 | 69 / 183 | 36.5%  | 알프레트 구젠바워 |
| 2006년 총선 | 68 / 183 | 35.3%  | 알프레트 구젠바워 |
| 2008년 총선 | 57 / 183 | 29.3%  | 알프레트 구젠바워 |
| 2013년 총선 | 52 / 183 | 26.8%  | 베르너 파이만     |
| 2017년 총선 | 52 / 183 | 26.9%  | 크리스티안 케른   |
| 2019년 총선 | 40 / 183 | 21.18% | 파멜라 렌디바그너 |

### 유럽 의회
| 선거        | 합계      | 득표율 | 당선자 |
| ----------- | --------- | ------ | ------ |
| 1996년 총선 | 1,105,910 | 29.2%  | 6 / 21 |
| 1999년 총선 | 888,338   | 31.7%  | 7 / 21 |
| 2004년 총선 | 833,517   | 33.3%  | 7 / 21 |
| 2009년 총선 | 680,041   | 23.7%  | 4 / 21 |
| 2014년 총선 | 680,180   | 24.1%  | 5 / 18 |